# Catherine Lépront
Catherine Lépront est une nouvelliste, romancière, dramaturge et essayiste française née au Creusot le 28 juin 1951 et morte à Paris le 19 août 2012,,.

## Biographie
Catherine Lépront est née dans une famille de médecins et de musiciens. Tout d'abord infirmière libérale (expérience dont elle a rendu compte dans son récit Des gens du monde), elle a été dramaturge et conseillère littéraire pour les éditions Gallimard. Ses romans entrelacent l'histoire intime et familiale et l'histoire politique. Le souvenir de la Seconde guerre mondiale, de la Guerre d'Indochine, de la Guerre d'Algérie, des tragédies coloniales et de celles du monde totalitaire hante ses personnages sur lesquels elle pose un regard fait d'empathie et de tendre ironie. Toute son œuvre est empreinte d'une profonde critique de l'hypocrisie bourgeoise, du pouvoir arbitraire et du conformisme obtus. Elle excelle à reproduire le langage populaire oral, tout en approfondissant les subtilités des réflexions intérieures, dans des intrigues aux tensions psychologiques aiguës, et en créant un climat poétique et lyrique qui l'apparente à Virginia Woolf et à certains écrivains russes. La musique, la peinture, la création artistique en général y occupent une place déterminante.
Son second mari était le philosophe germaniste Marc de Launay.

## Œuvres
- Le Tour du domaine, Paris, Éditions Gallimard, 1983, 182 p.  (ISBN 2-07-026739-3)

- Prix Anaïs-Ségalas de l’Académie française en 1984
- « Charente-Maritime » ou Les Succès d’un enfant du pays, avec Maryannick Togni, Paris, Éditions Gallimard, 1983, 123 p.  (ISBN 2-07-060178-1)
- Une rumeur , Paris, Éditions Gallimard, 1984, 196 p.  (ISBN 2-07-070214-6)
- Le Retour de Julie Farnèse, Paris, Éditions Gallimard, 1986, 230 p.  (ISBN 2-07-070476-9)
- Partie de chasse au bord de la mer, Paris, Éditions Gallimard, 1987, 171 p.  (ISBN 2-07-070864-0)
- Clara Schumann : la vie à quatre mains, Paris, Éditions robert Laffont, coll. « Elle était une fois », 1988, 283 p.  (ISBN 2-221-05474-1)
- La Veuve Lucas s’est assise, Paris, Éditions Gallimard, 1989, 179 p.  (ISBN 2-07-071561-2)
- Le Passeur de Loire, Paris, Éditions Gallimard, coll. « L’Un et l’autre », 1990, 183 p.  (ISBN 2-07-071940-5)
- Trois gardiennes, Paris, Éditions Gallimard, 1991, 166 p.  (ISBN 2-07-072318-6)

- Prix Goncourt de la nouvelle 1992
- Un geste en dentelle, Paris, Éditions Gallimard, 1993, 189 p.  (ISBN 2-07-073410-2)
- Caspar David Friedrich : des paysages les yeux fermés, Paris, Éditions Gallimard, coll. « L’Art et l’écrivain », 1995, 179 p.  (ISBN 2-07-073699-7)
- Josée Bethléem, suivi de Femme seule à l’aquarium, Paris, Éditions Gallimard, 1995, 184 p.  (ISBN 2-07-074236-9)
- Namokel, Paris, Éditions du Seuil, 1997, 361 p.  (ISBN 2-02-031955-1)
- Ivoire, Paris, Éditions Gallimard, coll. « Page blanche », 1998, 46 p.  (ISBN 2-07-059463-7)
- L’Affaire du muséum, Paris, Éditions du Seuil, coll. « Solo », 1998, 123 p.  (ISBN 2-02-034560-9)
- Le Cahier de moleskine noire du délateur Mikhaïl, Paris, Éditions du Seuil, coll. « Solo », 2000, 139 p.  (ISBN 2-02-037215-0)
- Le Café Zimmermann, Paris, Éditions du Seuil, 2001, 268 p.  (ISBN 2-02-047784-X)
- Des gens du monde, Paris, Éditions du Seuil, 2003, 138 p.  (ISBN 2-02-059104-9)

- Prix Louis-Guilloux 2004
- Judith et Holopherne, avec Marc de Launay et Laura Weigert, Paris, Éditions Desclée de Brouwer, coll. « Triptyque », 2003, 122 p.  (ISBN 2-220-05077-7)
- Transactions infinies, suivi de Invitation à la pleine lune, Arles, France, Actes Sud, coll. « Papiers », 2005, 94 p.  (ISBN 2-7427-5711-2)
- Ces lèvres qui remuent, Paris, Éditions du Seuil, 2005, 342 p.  (ISBN 2-02-078773-3)[4]
- Amparo, Paris, Éditions Inventaire/Invention, coll. « En passant », 2006, 57 p.  (ISBN 2-914412-53-3)
- Esther Mésopotamie, Paris, Éditions du Seuil, 2007, 212 p.  (ISBN 978-2-02-086377-3)
- Entre le silence et l’œuvre, Paris, Éditions du Seuil, coll. «  Réflexion », 2006, 343 p.  (ISBN 978-2-02-091032-3)
- Ingres, ombres permanentes : belles feuilles du Musée Ingres de Montauban, exposition, Montauban, Musée Ingres, 21 mars-29 juin 2008 et Paris, Musée de la vie romantique, 16 septembre 2008-4 janvier 2009], catalogue, Paris, Le Passage, coll. « Carte blanche », 2008, 157 p.  (ISBN 978-2-84742-114-9)
- Disparition d’un chien, Paris, Éditions du Seuil, 2008, 375 p.  (ISBN 978-2-02-098050-0)
- Le Beau Visage de l’ennemi, Paris, Éditions du Seuil, 2010, 232 p.  (ISBN 978-2-02-101962-9)[5]
- L’Anglaise, Paris, Éditions du Seuil, 2012, 257 p.  (ISBN 978-2-02-106042-3)[6]